# Стажёр (велоспорт)
Стажёр (фр. stagiaire) — велогонщик, который проходит стажировку в шоссейной велокоманде, участвуя в её составе на гонках в конце сезона.

## Описание
В период с 1 августа и до конца текущего календарного года шоссейные велокоманды могут регистрировать в своём составе стажёров. Их количество и возраст зависит от категории нанимающей команды:
- WorldTeam и Professional Continental Team — 3 человека, возраст не ограничен[1]
- Continental Team и Women's Team — 2 человека, возрастом до 23 лёт (U23)[1]

с последующим их выступлением в гонках UCI Continental Circuits. На момент стажировки он не должны выступать за команду той же категории.
Стажёр, согласно правилам Международного союза велосипедистов (UCI), во время выступления в стажируемой команде также считается гонщиком и в его основной команде. Таким образом, в период с 1 августа по 31 декабря он может выступать сразу в двух командах.